# جولیت کاژویان
جولیت سورنی کاژویان (ارمنی: Ջուլիետ Սուրենի Կաժոյան؛ انگلیسی: Juliet Kazhoyan؛ زادهٔ ۲ ژوئن ۱۹۳۸) یک کارگردان و سیاستمدار اهل ارمنستان است که از تاریخ ۱۹۹۵ تا تاریخ ۱۹۹۹ سمت نمایندگی دوره اول مجلس ملی جمهوری ارمنستان را برعهده داشت.

## زندگی‌نامه
در ۲ ژوئن ۱۹۳۸ ‏در لنیناکان به دنیا آمد و از انستیتو دولتی هنری و نمایشی ایروان فارغ‌التحصیل شد. وی در فعالیت می‌کرد. 